# Salmeroncillos
Salmeroncillos es un municipio español de la provincia de Cuenca, en la comunidad autónoma de Castilla-La Mancha. Compuesto por los núcleos de población de Salmeroncillos de Abajo, la capital, y Salmeroncillos de Arriba, tiene una población de 102 habitantes (INE 2024).

## Situación

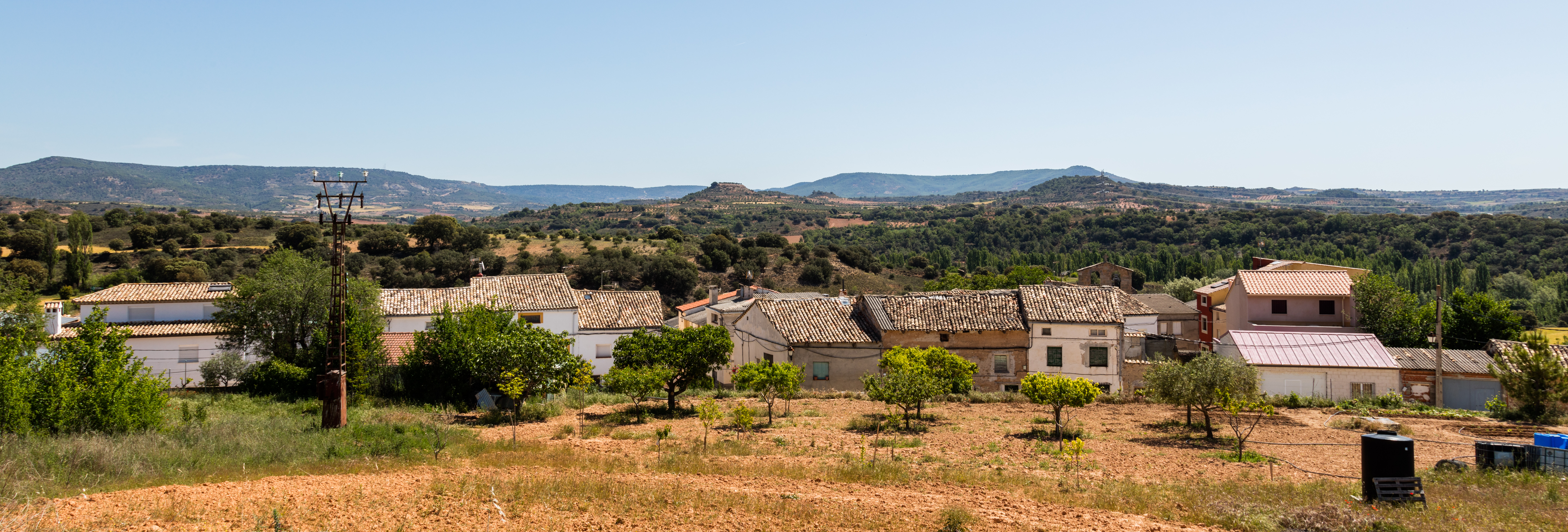
Vista de Salmeroncillos de Arriba

El municipio de Los Salmeroncillos se encuentra situado en la provincia de Cuenca, a 78 km de la capital provincial, a unos 150 km de Madrid, y lindando con la provincia de Guadalajara por el norte y a 86 km de su capital.

## Demografía
Salmeroncillos cuenta con una población de 102 habitantes (INE 2024).
| Gráfica de evolución demográfica de Salmeroncillos entre 1842 y 2021 |
| |
| Población de derecho según los censos de población del INE Población de hecho según los censos de población del INEEn este censo se denominaba Los Salmeroncillos: 1842 |

| 1991 |  | 1996 |  | 2001 |  | 2004 |  | 2013 |  | 2015 |
| ---- |  | ---- |  | ---- |  | ---- |  | ---- |  | ---- |
| 170  |  | 190  |  | 188  |  | 176  |  | 132  |  | 115  |

Tiene un área de 20,68 km² con una población de 100 habitantes (INE 2018) y una densidad de 6,29 hab./km².

## Naturaleza y entorno
La localidad se encuentra enclavada en un medio rural, profundamente modificado por la agricultura; sin embargo, mantiene un rico patrimonio medioambiental.

## Personas notables
- Juan Catalina García López (1845-1911) fue un arqueólogo, historiador, bibliófilo y político español.